# Nyehn
Nyehn är en klan i Liberia. Den ligger i regionen Montserrado County, i den centrala delen av landet, 40 km nordost om huvudstaden Monrovia.